# 三菱电机
三菱电机（日语：／ mitsubishi denki */?）是源自日本的跨國電機及電子公司，為日本8大電機生產商之一，為三菱集团的核心企业之一，也是世界五大光电产品制造商之一。

## 历史
1873年，岩崎弥太郎将他的船厂更名为三菱商会。1917年，以原来造船部门为基础的三菱造船有限公司（三菱重工业有限公司的前身）成立。1921年1月15日，三菱电机又从三菱造船有限公司分离，成为独立的公司。
2015年12月24日三菱電機以每股代價為4.5271歐元，涉資約為5.1億歐元（約173.5億元台幣）向德龍集團（De'Longhi Industrial S.A）收購意大利冷氣機製造商DeLClima74.97％股權。

## 主要产品

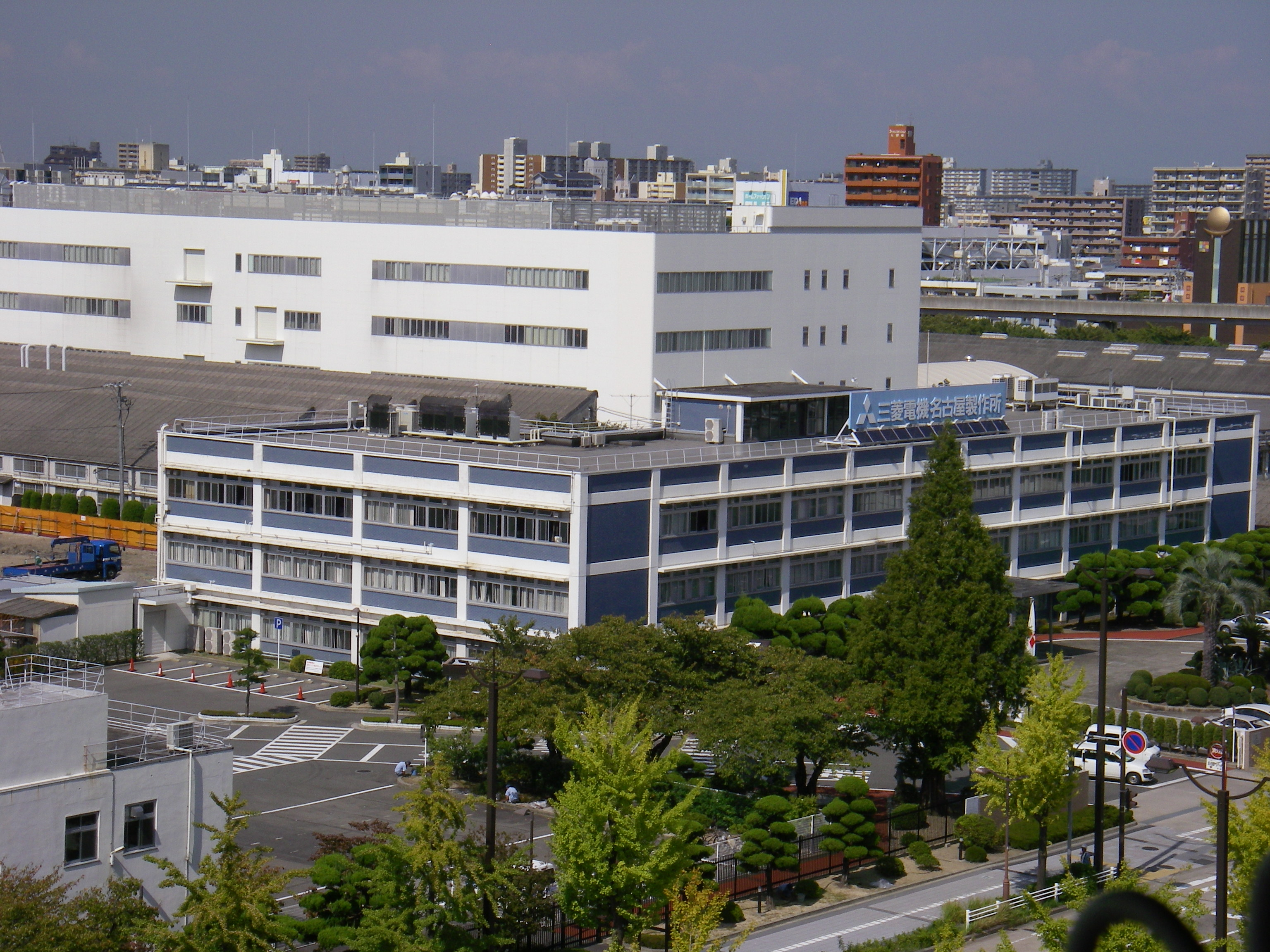
名古屋廠

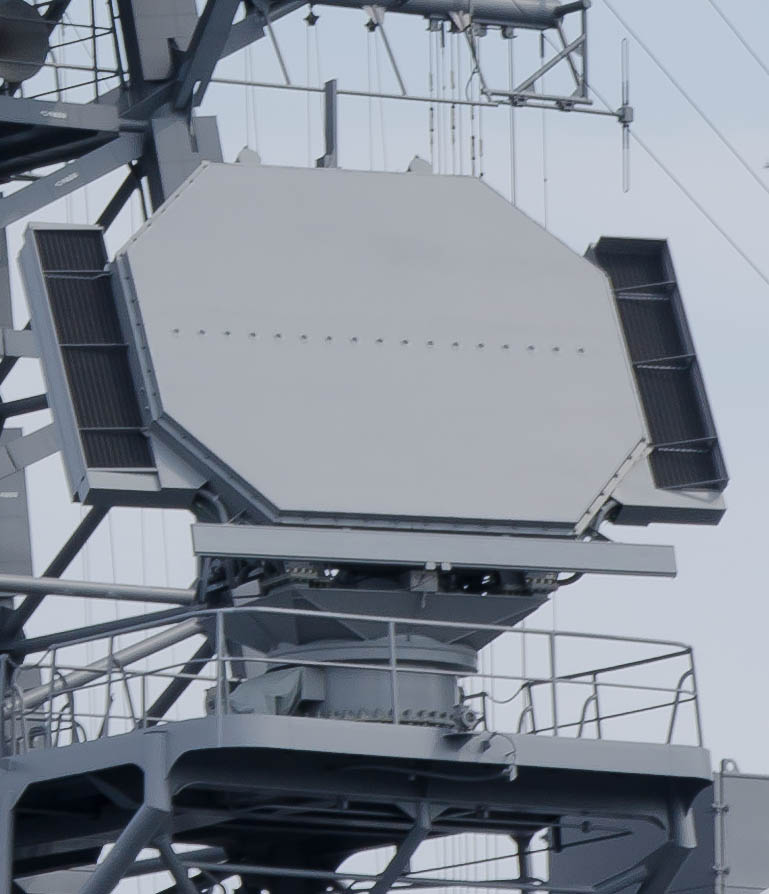
OPS-24軍用雷達

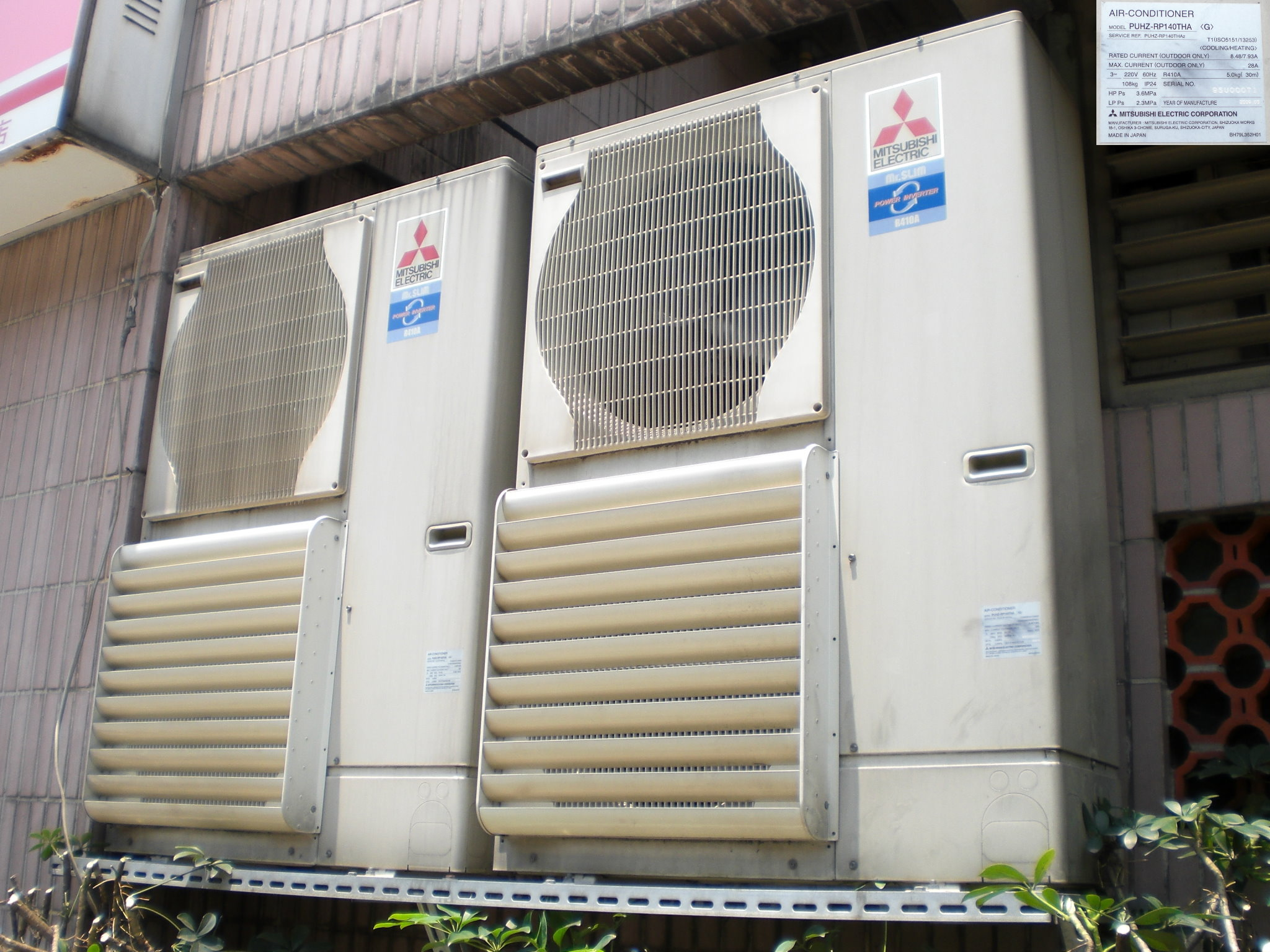
三菱電機 Mr.Slim 商用冷氣室外機

- 个人用途：空调、家庭影院、多媒体投影仪、液晶电視（已停產）、藍光硬碟數碼電視錄影機（已停產）、太阳能设备
- 公共用途：空调系统（Mr. Slim及City Multi）、通信系统、大型彩色显示器、电梯、手机、信息安全系统、智能交通系统、PLC、空间系统、运输系统、多媒体投影仪
- 工业用途：车辆设备（包括鐵路列車動力系統）、电子元器件、工业自动化、信息设备、太阳能设备
- 军事用途：艦用雷達、機用雷達、C4ISR系統、戰術資料鏈

## 负面消息

### 生产销售不合格的橡胶、金属等零件
2018年12月4日，三菱电机旗下TOKAN公司社长松岡達雄就早在十年前即开始生产、销售未经检查的橡胶产品，且产品不符合约定规格一事向公众致歉，并启动了集团内的自检工作。
2019年8月，经集团内的自检工作，三菱电机得以曝光其旗下子公司菱三工業所生产、销售的不合格金属零件，该子公司自2000年开始即不遵守规定检查流程，导致不符合强度要求的金属零件流入市场。

### 勞工過勞死的職災
三菱電機曾發生因長時過度勞動造成社員自殺或產生精神方面疾病的事件，從2014年以來有5件被日本法院認定為職業災害。2019年有一起兵庫縣尼崎市電機生產技術中心職場上司加班時間辱罵下屬「去死」等內容被載於遺書，自殺死後警方以此遺書為物證把主管以教唆自殺罪嫌函送法辦，在日本法律界也屬於罕見案例除非內情特別重大。

### 品管報表多年造假問題
- 不履行半导体元件检验案，2020年三菱电机自稱主動发现旗下子公司Power Devices製作所自2014年11月至19年6月，该公司生产销售的半导体元器件未履行完检验程序即发货客户[1][6]。
- 伪造车载音响达标文書案，2020年10月，日本三菱电机自稱在自我检查中主動发现下辖三田製作所的设计部门于2017年6月至2020年10月期间，伪造车载音响零件的出口文件以达到符合欧洲从2017年6月开始实施的无线电设备新规的标准，因该批零件并未达到新规标准，属于不合规产品[7][8][9]。
- 伪造空调、空压机检验数据事件，2021年6月，三菱电机在自我检查中发现下辖長崎県時津町工厂伪造列车空调设备与空气压缩机的检验数据[1]，调查发现该工厂自1985年以来，就对用于列车的空调、空气压缩机进行虚假检验。三菱电机表示该工厂自1985年到去年，已出货空调设备84600台、近10年中已出货空气压缩机约1000台[1]。受此事影响，三菱电机成立了一个包含外部律师的调查委员会，以进一步调查日本所有办事处、子公司，是否存在类似的欺诈行为[10]。[11]2021年8月，三菱电机在自我检查中发现，下辖和歌山市冷熱系统工厂（冷熱システム製作所）内对产品漏电保护与防雷击功能进行检查的装置出现故障，致使该工厂七年间生产的面向办公场所使用的空调、除湿器存在检测缺失问题[11]；三菱電機表示该检测的缺失不会影响产品的安全性[11]。
- 伪造变压器检验案，2022年5月三菱电机再度承认其生产的变压器存在检验数据造假问题。5月6日三菱电机涉事工厂两项质量管理认证证书被国际认证机构暂停。[12]

## 相关企业
- 瑞薩電子：由日立与三菱电机合资成立的半导体生产公司
- 個人用途：空調、家庭影院、多媒體投影儀、太陽能設備
- 公共用途：空調系統、通信系統、大型彩色顯示器、電梯、干手機、信息安全系統、智能交通系統、PLC、空間系統、運輸系統、多媒體投影儀
- 工業用途：車輛設備、電子元器件、工業自動化、信息設備、太陽能設備
- 軍事用途：為第二次世界大戰三菱電機幫助大日本帝國海軍設計飛機引擎，戰後至今轉往航電領域。